# Заувек (филм из 1989)
Заувек (енгл. Always) је филмска романтична комедија-драма Стивена Спилберга из 1989. са Ричардом Драјфусом, Холи Хантер и Џоном Гудманом у главним улогама. Одри Хепберн се у овом филму последњи пут појављује, у улози анђела.

## Радња
Пит Сендич (Ричард Драјфус) је легендарна личност, ас пилот ватрогасне авијације. Имао је диван живот: занимљив посао, вољену жену и најбољег пријатеља. Једног дана, Пит жртвује овај живот, да би спасао пријатеља. Умро је, пре него што је стигао да се увери, да ће све бити у реду, са онима који су му блиски. И пилот се враћа као дух. Пит мора да брине о сваком од њих, али понекад ће то бити неподношљиво тешко. 

## Улоге
| Глумац            | Улога           |
| ----------------- | --------------- |
| Ричард Драјфус    | Пит Сендич      |
| Холи Хантер       | Доринда Дарстон |
| Џон Гудман        | Ал Јаки         |
| Бред Џонсон       | Тед Бејкер      |
| Одри Хепберн      | Хеп             |
| Робертс Блосом    | Дејв            |
| Кит Дејвид        | Паверхаус       |
| Марџ Хелгенбергер | Рејчел          |
| Дејл Дај          | Дон             |